# Sol (bohyně)

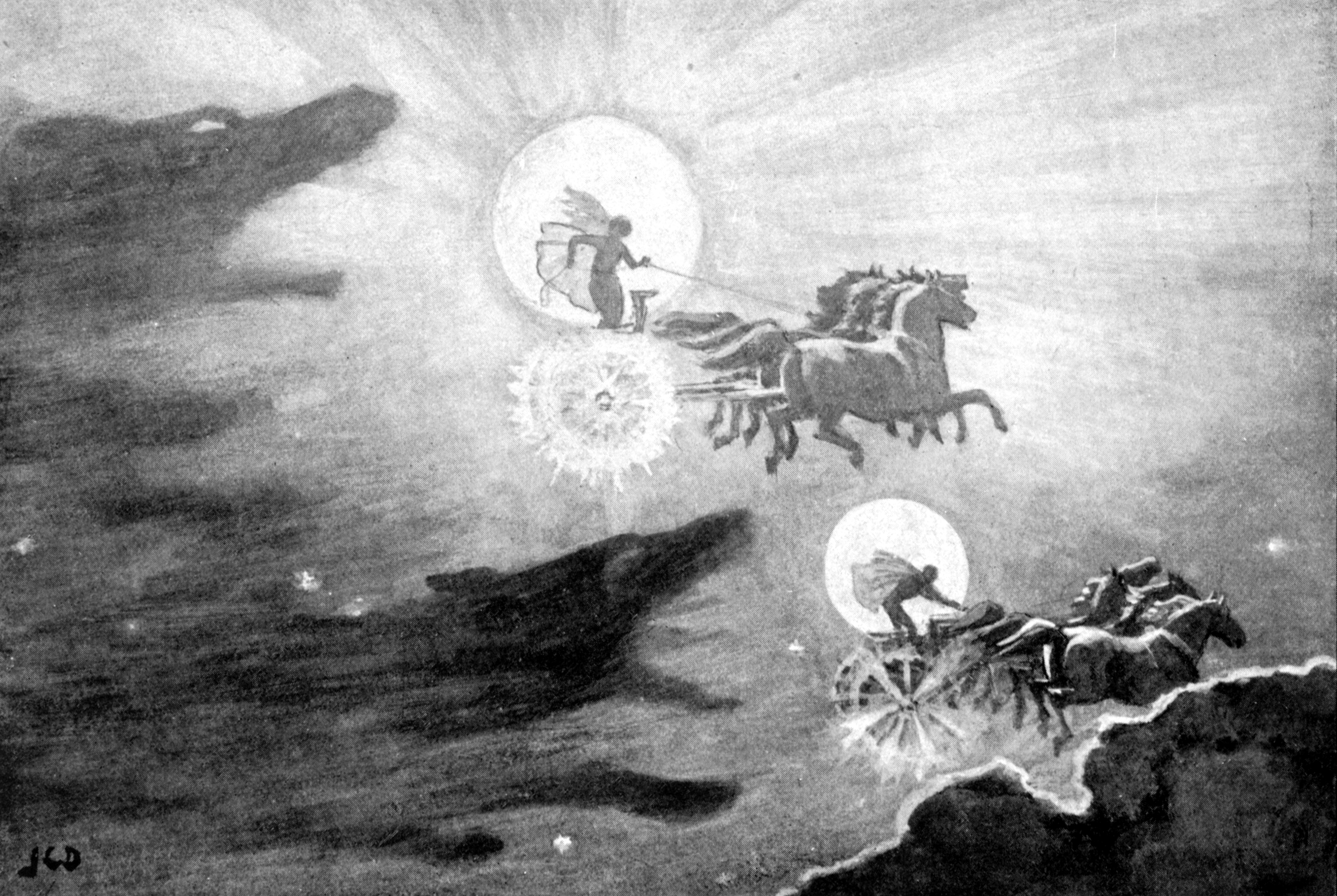
Vlci pronásledující Sol a jejího bratra Maniho (J. C. Dollmana, 1909).

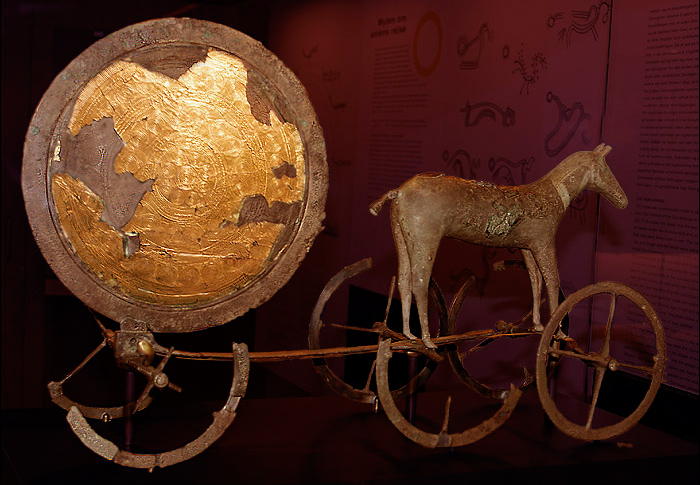
Vůz bohyně Sol z doby bronzové objevený v Dánsku.

Sol je v severské mytologii bohyně Slunce, sestra boha Maniho. Jejím manželem byl bůh Glen, jejími rodiči jsou bůh Mundilfäri a bohyně Glaur. Řídí na obloze sluneční vůz, který každou noc prchá před vlkem Sköllem. Při ragnaröku vlk Slunce dožene a sežere. Jejím dnem je neděle.